# Нильссон, Андерс (кёрлингист)
А́ндерс То́рбьорн «А́нте» Ни́льссон (швед. Anders Torbjörn "Ante" Nilsson; род. 9 июня 1957) — шведский кёрлингист.
В составе мужской сборной команды Швеции участник двух чемпионатов мира (лучший результат — четвёртое место в 1986) и двух чемпионатов Европы (оба раза — серебряные призёры). Чемпион Швеции среди мужчин.
В 1982 введён в Зал славы шведского кёрлинга (швед. Stora Curlare).

## Достижения
- Чемпионат Европы по кёрлингу: серебро (1978, 1979).
- Чемпионат Швеции по кёрлингу среди мужчин: золото (1981).

## Команды
| Сезон   | Четвёртый          | Третий              | Второй          | Первый          | Запасной        | Турниры                      |
| ------- | ------------------ | ------------------- | --------------- | --------------- | --------------- | ---------------------------- |
| 1977—78 | Bertil Timan       | Андерс Тидхольм     | Анте Нильссон   | Ханс Сёдерстрём |                 | [ 5 ]                        |
| 1978—79 | Андерс Тидхольм    | Ханс Сёдерстрём     | Андерс Нильссон | Bertil Timan    |                 | ЧЕ 1978                      |
| 1979—80 | Ян Ульстен         | Андерс Тидхольм     | Андерс Нильссон | Ханс Сёдерстрём | Bertil Timan    | ЧЕ 1979                      |
| 1980—81 | Ян Ульстен         | Андерс Тидхольм     | Андерс Нильссон | Ханс Сёдерстрём |                 | ЧШМ 1981 · ЧМ 1981 (5 место) |
| 1985—86 | Стефан Хассельборг | Микаэль Хассельборг | Ханс Нурдин     | Ларс Вернблум   | Андерс Нильссон | ЧМ 1986 (4 место)            |

(скипы выделены полужирным шрифтом)